# كين أيدي
كين أيدي (بالإنجليزية: Ken Eadie)‏ هو لاعب كرة قدم ومدرب كرة قدم بريطاني في مركز الهجوم، ولد في 26 فبراير 1961 في بيزلي في المملكة المتحدة. لعب مع كوين أوف ساوث ونادي أردريونيانز ونادي بريتشين سيتي ونادي فالكيرك ونادي كيلمارنوك.